# Sarcotoechia protracta
Sarcotoechia protracta är en kinesträdsväxtart som beskrevs av Ludwig Radlkofer. Sarcotoechia protracta ingår i släktet Sarcotoechia och familjen kinesträdsväxter. Inga underarter finns listade i Catalogue of Life.